# Saelania glaucescens
Saelania glaucescens là một loài rêu trong họ Ditrichaceae. Loài này được Hedw. Broth. mô tả khoa học đầu tiên năm 1894.